# Sniper Elite 5
Sniper Elite 5 — відеогра у жанрі тактичний шутер від третьої особи з елементами стелсу, розроблений і виданий компанією Rebellion Developments. Гра вийшла 26 травня 2022 року для Windows, PlayStation 4, PlayStation 5, Xbox One та Xbox Series X/S. 
Дія гри, що стала продовженням Sniper Elite 4, відбувається у Франції під час Другої світової війни у 1944 році. Сюжет гри оповідає про Карла Фейрберна, досвідченого снайпера, який проникає в розташування нацистів і зриває їхні плани з організації руйнівної атаки на Союзників.

## Ігровий процес
Подібно до своїх попередників у Sniper Elite 5 поєднуються елементи стелсу, стратегії та екшену від третьої особи. Як і в Sniper Elite 4, гра містить кілька великих рівнів, які надають гравцям різноманітні можливості для проникнення та евакуації. Коли гравець вбиває ворога зі снайперської гвинтівки з великої відстані, активується система X-Ray kill cam, у якій камера гри слідує за кулею від гвинтівки до цілі, показуючи, як куля ламає або розриває частини тіла, кістки чи внутрішні органи. Зброю в грі можна широко налаштовувати, використовуючи різні приціли, приклади, стволи, магазини й типи боєприпасів.
Одиночну кампанію можна проходити в кооперативному режимі з іншим гравцем. Гра також вводить режим «Вторгнення» ( Invasion), який дозволяє третьому гравцеві приєднатися до сесії гри та виступити в ролі ворожого снайпера. Також присутній режим «Виживання» (Survival), який підтримує до чотирьох гравців.

## Сюжет
Гра починається з того, що Карл Фейрберн, прикріплений до батальйону армійських рейнджерів, отримує завдання захопити плацдарм і село Коллін-Сюр-Мер, щоб допомогти американцям закріпитися у Франції. Після прибуття на місце підводний човен американців знищено, і Карл дізнається, що більшість зв'язкових групи опору були вбиті загонами, очолюваними обергрупенфюрером Абелардом Меллером. Меллер координує операцію «Кракен» — проєкт, який може переломити хід війни на користь країн Осі.
Фейрберн проникає на завод із виробництва військової техніки для підводних човнів і знищує його, щоб зірвати подальше виробництво. Після цього він таємно проникає на острів у Ла-Манші, де виявляє прототип підводного човна U-boat, побудованого з використанням спеціальних пластин. Карлу вдається знищити субмарину, що ставить у незручне становище нацистське командування, але Меллер подвоює свої зусилля і продовжує реалізацію проєкту без даних випробувань.
Під час висадки на пляжі Нормандії Фейрберн разом із рейнджерами бере участь у висадці повітряного десанту у Франції. Однак їхній планер збивають біля села Деспонс-Сюр-Дув. Карлу разом з рейнджерами вдається вибити окупаційні війська, що дає змогу американцям відвоювати село, а потім вирушити на дослідження об'єкта в Центральному масиві, де проводяться додаткові випробування зброї з ракетами V-2.
Фейрберн дізнається, що проєкт «Кракен» передбачає використовувати підводні човни, щоб прослизнути повз союзників в Атлантичний океан і вдарити ракетами V-2 по цивільних цілях, щоб стримати військові дії Сполучених Штатів. Карл збирає план воєдино, знайшовши карту цілей, що включає кілька великих міст США.  Незабаром Фейрберн проникає на базу Меллера, де дізнається, що нацистський ватажок готується до запуску підводних човнів. Меллер зв'язується з базою і випадково натрапляє на Фейрберна. Після недовгого діалогу Фейрберн вбиває його.

## Розробка
У березні 2019 року розробник серії Rebellion Developments підтвердив, що вони розпочали розробку Sniper Elite 5. Гру офіційно анонсували під час The Game Awards 2021. За словами Rebellion, команда використовувала фотограмметрію під час створення рівнів гри. Деякі локації в грі були натхненні Гернсі. Гра вийшла 26 травня 2022 року для Microsoft Windows, PlayStation 4, PlayStation 5, Xbox One та Xbox Series X/S. Гравці, які зробили передзамовлення, отримали доступ до додаткової місії під назвою «Target Fuhrer: Wolf Mountain», у якій гравцеві потрібно проникнути в приватне альпійське сховище Гітлера, щоб усунути його та його охорону.
Гра була розроблена з використанням власного ігрового рушія Rebellion під назвою Asura.

## Рецензії
| Агрегатор  | Оцінка                                 |
| ---------- | -------------------------------------- |
| Metacritic | (PC) 79/100 (PS5) 77/100 (XSXS) 77/100 |

| Видання                   | Оцінка    |
| ------------------------- | --------- |
| Destructoid               | 6.5/10    |
| Electronic Gaming Monthly | [ 13 ]    |
| Eurogamer                 | Essential |
| GameSpot                  | 8/10      |
| GamesRadar+               | [ 16 ]    |
| Hardcore Gamer            | 4/5       |
| IGN                       | 7/10      |
| Jeuxvideo.com             | 15/20     |
| PC Gamer (США)            | 71/100    |
| Push Square               | [ 21 ]    |
| Shacknews                 | 9/10      |
| VentureBeat               | [ 23 ]    |

Sniper Elite 5 отримала «загалом схвальні» відгуки, згідно з агрегатором рецензій Metacritic.
Видання EGM назвало Sniper Elite 5 «найкращою грою в серії на цей момент», відзначивши складний дизайн рівнів, глибоку систему налаштування зброї та захопливий ігровий процес як її сильні сторони, хоча й розкритикувало недопрацьованих персонажів і сюжет.
Eurogamer вважає гру «справжнім шедевром жанру» та «однією з найрозважальніших ігор року» завдяки гнучкості ігрових просторів, «пісочниці» і креативному інтерактивному відтворенню Другої світової війни.
GameSpot заявив, що сильні сторони гри полягають у головному — досвіді снайпінгу, заохоченні гравця до самостійного вибору дій, напружених інвазіях у мультиплеєрі та потужній системі налаштування зброї.
GamesRadar+ зазначив, що це «найбільш збалансована гра серії Sniper Elite», і додав, що хоча основні сильні та слабкі сторони серії залишилися, режим Axis Invasion піднімає гру над попередніми частинами франшизи.
Видання Hardcore Gamer написало, що різноманітність гри — від візуального оформлення до «одного з найкращих у серії» дизайнів рівнів і режиму Axis Invasion, який був названий «найкращою частиною Sniper Elite 5» — робить її кращою за попередниці.
Shacknews також високо оцінив гру, поставивши їй 9 із 10, похваливши відчуття зброї, яка «реагує чітко», а також деталізацію вбивств із X-ray камерою. Проте критиці піддалися продуктивність на ПК та застаріла анімація облич.
На відміну від цього, IGN розкритикував сюжет і штучний інтелект ворогів, заявивши, що гра «відчувається як поступове оновлення, а не справжня революція», і висловив розчарування через повторювані завдання, що зробило кампанію одноманітною.
Місію «Spy Academy» часто виокремлювали як одну з найкращих у грі.